# 베스타의 불
베스타의 불(독일어: Vestas Feuer), Hess 115는 에마누엘 쉬카네더에 의한 독일어 대본으로 루트비히 판 베토벤이 쓴 오페라의 미완작이다. 여주인공이 일시적으로 베스타 버진(고대 로마의 베스타의 불의 수호자)이 되는 낭만적인 줄거리를 포함하고 있으며, 약 10분의 분량이다.

## 개요
1803년 초에 쉬카네더는 베토벤과 협력하기 위해 베토벤에게 그의 극장을 위한 오페라를 작곡 해달라고 요청하며 아파트 단지에 부분적인 인센티브의 무료 주택을 제공했다. 베토벤은 동의하고 단지로 이사하여 1803년 4월경부터 1804년 5월까지 거주했고, 여름에는 바덴바이빈과 오버되블링의 인근 시골 지역을 방문했다. 베토벤의 남동생 카스파도 당시 사업 매니저로 일하고 있었는데, 극장의 아파트 중 한 곳으로 이사했다. 베토벤은 4월에 극장에서 그의 작품을 공연하는 것을 계획세우고 있었다. 그러나 쉬카네더는 10월 말까지 베토벤에게 줄 대본을 완성하지 않았기 때문에, 처음 시기에는 베토벤이 그에게 협력할 의무가 없었다. 그사이 베토벤은 다른 작품을 작곡하는 데 완전히 몰두했다. 베토벤은 1803년 11월 말에 마침내 베스타의 불의 작품의 작업을 시작, 약 한 달 동안 계속 작업했다. 그러나 그는 쉬카네더와의 결별로, 이 작품의 작곡을 포기했다.
 

베토벤은 일반음악신문의 출판인 요한 프리드리히 로흘리츠(1769–1842)에게 보낸 편지에서 자신의 의견을 표명했다:
... 총명하고 사려 깊은 프랑스 오페라의 빛으로 그의 세계는 완전히 무너졌다. 그러는 동안 그는 나를 완전히 6개월 동안이나 붙잡아 두었고, 나를 속여왔다. 왜냐하면, 그가 무대 효과를 만드는 것을 아주 잘하기 때문에, 나는 그가 평소보다 더 영리한 무언가를 만들어내기를 원했다. 나는 많이 실수했다. 나는 적어도 그가 다른 사람이 교정하고 개선할 수 있는 구절과 교본의 내용을 가지고 있기를 바랐지만 헛수고였다. 이 오만한 자를 설득하는 것은 불가능했다. 나는 비록 몇 개의 숫자를 세웠지만, 그와의 약속을 포기했다 ...

## 출판
베스타의 불은 수십 년 동안 잊혀졌다. 1865년에 베토벤의 전기 작가 세이어는 "빈 뮤직페어라인 악우회의 아카이브에 베토벤의 오페라 악장에 대한 모든 중요한 세부 사항을 완성한 초안이 포함되어있다"고 지적했다. 노테봄은 1872년에 미확인 물질의 추출물을 발표했다. 1930년 비버호퍼는 이 작품을 쉬카네더의 베스타의 불의 오프닝 장면으로 확인했다. 이 작품의 전체의 출판은 음악 학자 윌리 헤스의 편집 하에 1953년에 이루어졌다. 추가판은 클레이튼 베스터만에 의해 준비되었고, 1983년에 출판되었다. 스폴레토 페스티벌과 뉴욕의 앨리스 툴리 홀에서 공연되었다. 

## 음반
- (1980) RIAS 오케스트라, 마리오 벤자고(지휘).[6]
- (1997) 수잔 그리튼(소프라노), 데이빗 퀴블러(테너), 로빈 레게이트(테너), 제럴드 핀리 (베이스), 앤드루 데이비스 지휘의 BBC 교향악단. 작곡가의 전체 작품을 발표하기 위한 도이체 그라로폰의 노력의 일부이다. 카탈로그 번호는 4537132이다.[7]